# Hello Kitty
Hello Kitty (ハローキティ Harō Kiti) är en kattungeliknande figur skapad 1974 av det börsnoterade japanska företaget Sanrio. Designern som från början skapade henne är en kvinna vid namn Shimizu Yuuko (清水侑子).

## Historik
Figuren Hello Kitty skapades 1974. Under det första året hade hon dock inget namn utan kallades bara "den vita kattungen utan namn", vilket senare ledde till hennes namn Kitty (engelska för "kattunge"). Det första numret av reklamtidningen Kitty Goods Collection kom i mars 1975. Den allra första produkten som tillverkades var en plånbok i vinylplast kallad プチパース (efter engelskans petit[e] purse) som då kostade 240 yen (värde omkring 36 kronor år 2021). 
I början satt hon också alltid ner, men 1977 fick hon för första gången stå upp på en bild. Figuren återfinns idag i många former, allt ifrån pennvässare till brödrostar, T-shirts, TV-spel och barnböcker, och har blivit en enorm försäljningsframgång.
Hello Kitty har egenskaper som japanerna brukar benämna kawaii (かわいい) (ungefär gullig, söt, älsklig). 2014 meddelade varumärkesägaren Sanrio, i samband med en stor konstutställning och mässa tillägnad 40-årsjubilaren, att Hello Kitty inte är en katt utan "en tecknad figur", "en liten flicka" och "en vän". Inplaceringen av figuren som brittisk Londonbo beror enligt Sanrio på att Storbritannien var på modet i Japan under 1970-talet.

## Fiktiv biografi
Kittys riktiga namn är Kitty White, men det är sällan det används. Enligt historien om figuren är hon född i Skorpionen och älskar att äta äppelpaj. Hon bor i London tillsammans med sina föräldrar George och Mary White samt tvillingsyster Mimmy. Enligt utsago har hon många vänner på skolan, där hon går och alltid kommer att gå i tredje klass, som hon delar många äventyr med.
Hennes hobbyer är att resa, lyssna på musik, läsa och framförallt, att lära känna nya vänner. Hon väger lika mycket som tre äpplen och är lika lång som fem staplade äpplen. Hennes favoritmat är äppelpaj som hennes mamma bakar. Hon har en vän vid namn Dear Daniel. Hello Kitty har ingen mun utan talar från sitt hjärta. Hennes tydligaste kännetecken är rosetten som hon alltid bär på vänster öra.

### Familj
- Mimmy White (ミミィ) är Hello Kittys tvillingsyster. Hon har oftast en gul rosett på vänster öra. Skapades 1976.
- George White (ジョージ) är hennes pappa. Hans namn är Mario i USA. Skapades 1976.
- Mary White (メアリー) är hennes mamma. Hon heter Magda i USA. Skapades 1976.
- Antony White (アンソニー) är hennes morfar eller möjligen farfar. Skapades 1979.
- Margaret White (マーガレット)är hennes mormor eller möjligen farmor. Skapades 1979.

### Husdjur

#### Charmmy Kitty
Charmmy Kitty är Hello Kittys husdjur.Hon liknar Hello Kitty, men är till skillnad en perserkatt. Hon har också en vän, hamstern Sugar. Runt halsen bär hon ett halsband med en silvernyckel till Hello Kittys juvelskåp. Hon fick nyckeln på grund av hennes förtjusning över skinande och glittrande saker.

#### Sugar
Sugar är Hello Kittys hamster. Hon fick Sugar av sin vän Dear Daniel och sin pappa som en lekkompis till Charmmy. Sugar (som betyder socker) fick sitt namn efter sin päls som är vit. Sugar ses ofta med Charmmy, Hello Kittys katt.

## Produkter
Antalet produkter med Hello Kitty har ökat kraftigt de senaste åren. Från att från början ha innefattat enbart Sanrio Original, produkter tillverkade av Sanrio själva, har Hello Kitty under det senaste årtiondet blivit ett omfattande licensprogram. Sanrio har även inlett co-branding med ett flertal olika varumärken, bland andra Dr. Martens, Vans, Sephora, Swarovski och Uniqlo. Större svenska företag med licensavtal på Hello Kitty är t.ex. H&M. I juli 2010 introducerades Hello Kitty motorolja i samarbete med det italienska företaget Agip.

### Datorspel
Varumärket Hello Kitty har använts i en rad datorspel.
- Hello Kitty AR Kawaii World (sommaren 2020, mobilt AR-spel, Bublar group)
- Hello Kitty: Happy Party Pals (Nintendo Game Boy Advance, THQ / Webfoot Technologies)
- Hello Kitty: Roller Rescue (Gamecube, PS2)
- Hello Kitty World (Famicom)
- Hello Kitty no Ohanabatake, aka Hello Kitty's Flower Shop (Famicom)
- Hello Kitty: Mission Rescue (Xbox)
- Hello Kitty: Big City Dreams (Nintendo DS)